# Irma Roy

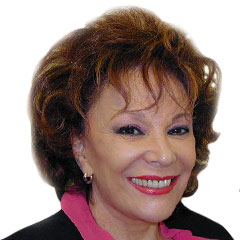
Roy 2004

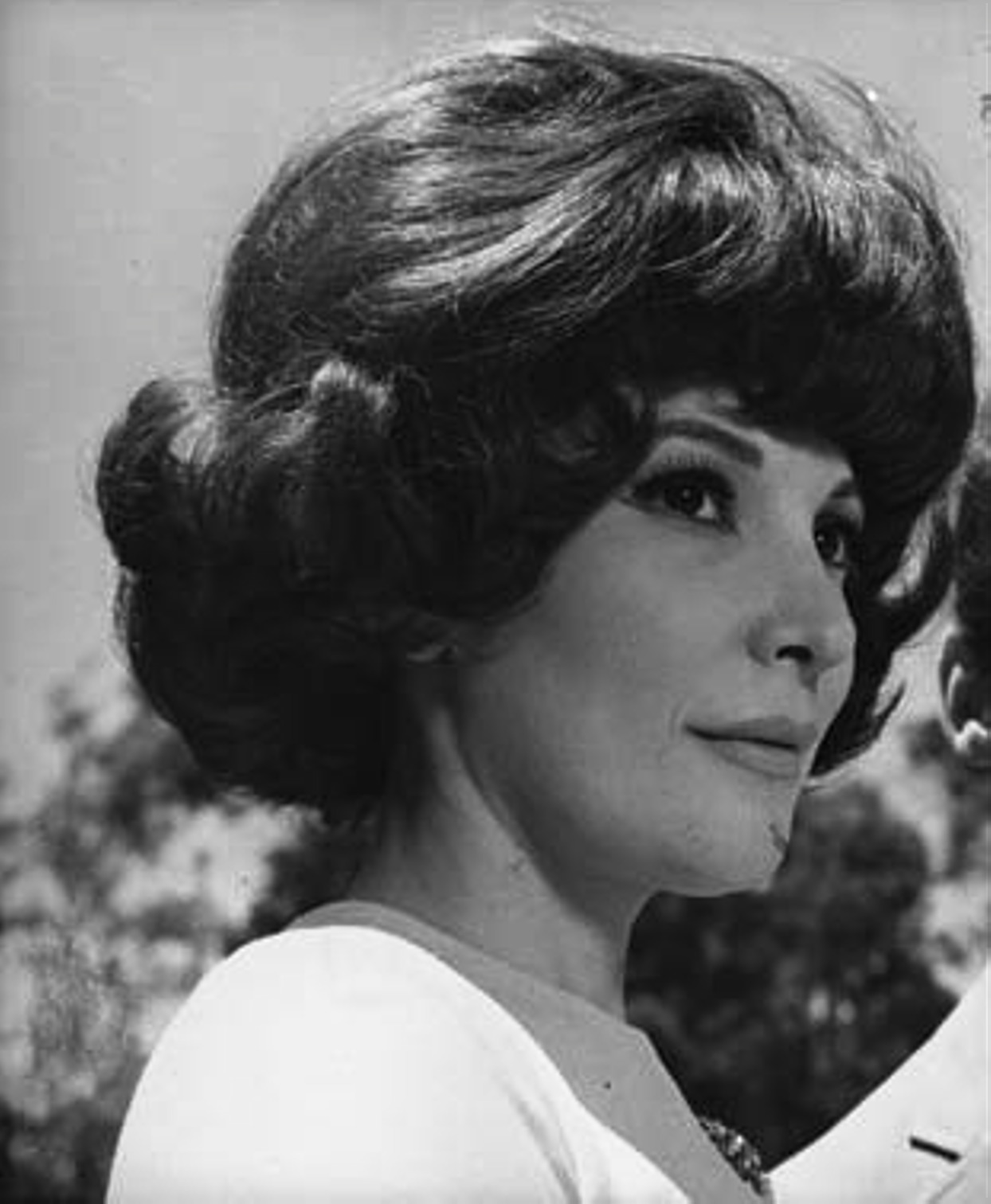
Roy 1968 in „El derecho a la felicidad“

Irma Roy (bürgerlich Irma Carolina Guglielmo, geboren am 10. Juni 1932 in Buenos Aires, gestorben am 14. Juni 2016 ebenda) war eine argentinische Schauspielerin und Mitglied der Abgeordnetenkammer Argentiniens.

## Leben
Sie studierte am Nationalen Konservatorium der Darstellenden Künste (Conservatorio Nacional de Arte Escénico) und gab ihr Filmdebüt Ende der 1940er. Ihr Debüt gab sie 1950 im Film „Cinco grandes y una chica“. Der Durchbruch gelang ihr 1960 mit der Telenovela Simplemente María. Ihre Tochter Carolina Papaleo ist ebenfalls eine erfolgreiche Schauspielerin.
Roy war auch in der Politik aktiv. Sie begann in den schwierigen 1970er ihre politische Karriere. Von der Militärdiktatur mit ihrem Partner Osvaldo Papaleo und der gemeinsamen Tochter ins Exil getrieben, kehrte sie 1983 zurück. Von 2001 bis 2005 war sie Parlamentsabgeordnete für die PJ. Roy setzte sich für das Adoptionsgesetz und gegen Gewalt in der Familie ein. 2001 kandidierte sie für die Unión por Buenos Aires und für die PAIS-Liste als Bürgermeisterin von Buenos Aires. Sie erhielt 4,5 % der Stimmen. Ihre politische Karriere endete 2005.
2007 kehrte Roy als Schauspielerin auf die Bildschirme zurück. Ursprünglich wollte sie nicht mehr weitermachen, aber nach einem Gespräch mit María Rosa Fugazot ging sie doch auf eine 30-monatige Tour. 2007 trat sie zudem zum ersten Mal gemeinsam mit ihrer Tochter im Theater auf.

### Privates
Roy war zuerst mit dem Schauspieler Eduardo Cuitiño und später mit dem Journalisten Osvaldo Papaleo verheiratet.

## Tod
Sie verstarb am 16. Juni 2006 an den Folgen eines Sturzes im Alter von 84 Jahren.

## Filmografie
- 1948: La serpiente de cascabel
- 1950: Cinco grandes y una chica
- 1950: Al compás de tu mentira
- 1950: Historia de una noche de niebla
- 1951: El hermoso Brummel
- 1954: Caídos en el infierno
- 1955: Requiebro
- 1955: Mi marido y mi novio
- 1962: Los viciosos
- 1962: Teleteatro Odol (Fernsehserie, 1 Folge)
- 1962: Altanera Evangelina Garret (Fernsehserie, 3 Folgen)
- 1962: El cielo es para todos (Fernsehserie, 19 Folgen)
- 1963: Teleteatro Palmolive-Colgate del aire (Fernsehserie, 1 Folge)
- 1964: El día nacio viejo (Fernsehfilm)
- 1964: Ocho estrellas en busca del amor (Fernsehserie, 25 Folgen)
- 1964: Teatro 9 (Fernsehserie, 3 Folgen)
- 1965: El amor tiene razón (Fernsehserie)
- 1965–1966: Teatro del sábado (Fernsehserie, 3 Folgen)
- 1966: Cuatro hombres para Eva (Fernsehserie, 29 Folgen)
- 1968: El derecho a la felicidad
- 1969: Simplemente María (Fernsehserie, 19 Folgen)
- 1969: Trampa para un play boy (Fernsehserie, 29 Folgen)
- 1970: Lucía Sombra (Fernsehserie, 19 Folgen)
- 1971: Estación retiro (Fernsehserie, 2 Folgen)
- 1971: Frente a la facultad (Fernsehserie, 19 Folgen)
- 1971: Juguemos al amor (Fernsehserie, 19 Folgen)
- 1972: No quiero tu compasión (Fernsehserie, 19 Folgen)
- 1973: Siempre fuimos compañeros
- 1973v Las venganzas de Beto Sánchez
- 1973: Alguien como vos (Fernsehserie, 10 Folgen)
- 1973: Alguien como usted (Fernsehserie, 19 Folgen)
- 1970–1974: Alta comedia (Fernsehserie, 12 Folgen)
- 1973–1974: El mundo del espectáculo (Fernsehserie, 6 Folgen)
- 1983: El teatro de Irma Roy (Fernsehserie, 2 Folgen)
- 1984: Alguien como usted (Fernsehserie, 19 Folgen)
- 1987: Vínculos (Fernsehserie)
- 1989: DNI: La otra historia
- 2000: Los buscas de siempre (Fernsehserie, 30 Folgen)
- 2005: Amor en custodia (Fernsehserie, 1 Folge)